# الاتحاد الأوروبي للسباحة
الاتحاد الأوروبي للسباحة هي الهيئة المسئولة في أوروبا للرياضات المائية وهي عضو في الاتحاد الدولي للسباحة.تأسس في 1927 بمدينة بولونيا  ومنذ 2015 أصبح المقر الرئيسي في نيون،فرنسا.